# 中央電気倶楽部
中央電気倶楽部（ちゅうおうでんきくらぶ）は、大阪市北区堂島浜に所在する一般社団法人、ならびに同団体運営の会員制社交倶楽部（施設）である。

## 沿革
1892年（明治45年）、日本電気協会関西支部が、東京中心の運営に反発して1913年（大正2年）分離独立し、日本の中央であるとして、大阪に「中央電気協会」を設立した。
1914年（大正3年）11月6日、大阪電灯初代社長・土居通夫を中心に、電灯、電力、電鉄、電機、電線会社等が主体となって、関西電気倶楽部を創立した。翌年の1914年（大正4年）、中央電気倶楽部に名称変更した。

## 会員資格
電気、またはそれに関連する事業の進歩・発展を図るとともに、その知識・徳性を磨き、また学術と文化の普及向上に努めることを目的とする法人・団体（社名会員）、ならびに個人とする。

## 倶楽部運営のビル
中央電気倶楽部の施設（本部）は1914年竣工されるが、原因不明の火災により焼失し、1916年に2代目が建設される。しかし、利用者増加により手狭になったことから、1927年に新館の建設が決定。新たに東隣の土地117坪を買い取って、1930年に現在のビルが完成。地下1階・地上5階建。イタリア風のレンガ仕立ての建物で、会員が利用できる娯楽室や大食堂などが設けられている。
なお、5階大ホールは1932年5月5日、松下幸之助が幹部社員を集めて松下電器（現：パナソニック）の創業記念式典を挙行し有名な「水道哲学」を表明した場所である。2009年2月経済産業大臣より「地域活性化に役立つ近代化産業遺産」に認定される。
同倶楽部においては、紳士・淑女たることが求められる社交俱楽部であるため、ドレスコードを定めており、Tシャツ・短パン・スニーカーなど着用の際は注意をされることがある。
生きた建築ミュージアム・大阪セレクションに選定された。